# 1951 au Nouveau-Brunswick
Chronologie du Nouveau-Brunswick
- 1947
- 1948
- 1949
- 1950
- 1951
- 1952
- 1953
- 1954
- 1955

Cette page concerne des événements survenus en 1951 dans la province canadienne du Nouveau-Brunswick.

## Événements
- 11 juillet : Hugh John Flemming devient chef du parti progressiste-conservateur.

## Naissances
- 3 février : Jacques Savoie, écrivain.
- 3 avril : Elvy Robichaud, homme politique.
- 11 avril : Bernard Richard, député et ministre.
- 14 juin : Paul Duffie, ministre et député.
- 17 juillet : Georges Corriveau, député.
- 14 août : Gracia Couturier, acteur et écrivain.
- 6 octobre : Dale Graham, homme politique.

## Décès
- 28 juillet : Alexandre Doucet, député.